# Boavista (Lousada)
Boavista é um lugar pertencente à freguesia portuguesa do Torno, no Município de Lousada.